# Giải quần vợt Úc Mở rộng 2020 - Đôi nam xe lăn
Joachim Gérard và Stefan Olsson là đương kim vô địch, nhưng Olsson không tham dự. Gérard đánh cặp với á quân năm 2019 Ben Weekes, nhưng thua trước Stéphane Houdet và Nicolas Peifer tại bán kết.
Alfie Hewett và Gordon Reid vô địch sau khi đánh bại Houdet và Peifer tại chung kết với tỷ số 4–6, 6–4, [10–7].

## Hạt giống
1. Stéphane Houdet /  Nicolas Peifer
2. Alfie Hewett /  Gordon Reid

## Bốc thăm

### Từ viết tắt
| - Q = Vòng loại - WC = Đặc cách - LL = Thua cuộc may mắn - Alt = Thay thế - SE = Miễn đặc biệt | - PR = Bảo toàn thứ hạng - w/o = Thắng nhờ đối thủ rút lui trước trận đấu - r = Bỏ cuộc giữa trận đấu - d = Bị xử thua - SR = Xếp hạng đặc biệt |

### Sơ đồ
|  | Bán kết | Bán kết                          | Bán kết | Bán kết                  | Bán kết |                                |      | Chung kết | Chung kết | Chung kết | Chung kết | Chung kết |  |
|  |         |                                  |         |                          |         |                                |      |           |           |           |           |           |  |
|  | 1       | Stéphane Houdet Nicolas Peifer   | 6       | 6                        |         |                                |      |           |           |           |           |           |  |
|  | 1       | Stéphane Houdet Nicolas Peifer   | 6       | 6                        |         |                                |      |           |           |           |           |           |  |
|  |         | Joachim Gérard Ben Weekes        | 3       | 4                        |         |                                |      |           |           |           |           |           |  |
|  |         | Joachim Gérard Ben Weekes        | 3       | 4                        | 1       | Stéphane Houdet Nicolas Peifer | 6    | 4         | [7]       |           |           |           |  |
|  |         |                                  |         |                          |         | Stéphane Houdet Nicolas Peifer | 6    | 4         | [7]       |           |           |           |  |
|  |         |                                  | 2       | Alfie Hewett Gordon Reid | 4       | 6                              | [10] |           |           |           |           |           |  |
|  |         | Gustavo Fernández Shingo Kunieda | 2       | Alfie Hewett Gordon Reid | 4       | 6                              | [10] | 62        | 6         | [5]       |           |           |  |
|  |         |                                  |         |                          |         |                                |      | 62        | 6         | [5]       |           |           |  |
|  | 2       | Alfie Hewett Gordon Reid         | 7       | 3                        | [10]    |                                |      |           |           |           |           |           |  |